# Kvitfjell
Kvitfjell è una località sciistica norvegese.
L'80% delle piste di sci alpino (20 km) è coperto di neve artificiale, e in più è dotata di snowpark e di 400 km di piste di sci di fondo, nonché di hotel.
La stazione si trova in prossimità di Lillehammer e di Hafjell.

## Eventi ospitati
- XVII Giochi olimpici invernali per i quali ha ospitato le prove veloci (SuperG e Discesa).
- Coppa del Mondo di sci alpino per la quale organizza diverse gare ogni anno.